# Rhétice d'Autun
Rhétice, en latin Rhéticius, évêque d'Autun, né en Bourgogne et mort à Autun le 15 mai 334, est un saint catholique gallo-romain fêté le 15 mai.

## Biographie
Natif de Bourgogne, au sein d'une noble et illustre famille éduenne, le synaxaire copte le fait naître à Autun. Il passa une jeunesse studieuse et devint un jeune homme brillant, passant sa vie à faire le bien en toute modestie, ce qu'il continua à faire avec son épouse, aussi vertueuse que lui, dans la chaste union de leurs esprits. Cette dernière, sur son lit d'agonie, lui dit : « Je vous confirme, mon cher frère, d'avoir soin que l'on vous enterre avec moi, afin que le même tombeau réunisse ceux que la chasteté dans le même lit ont gardé ». 
À la mort de son épouse, il fut élu évêque d'Autun en remplacement de saint Martin, qui lui-même avait succédé à saint Amateur d'Autun, premier évêque de la ville.
En 311, l'empereur Constantin vint à Autun et reçut de Rhétice d'Autun l'enseignement de la foi. Par la suite, l'empereur, dans une de ses lettres, parla de lui et il l'appela auprès de lui à Rome.
Il a joui d'une grande réputation dans sa dignité épiscopale, tant par son zèle que par son érudition. Il a écrit deux ouvrages qui ont disparu, mais que nous connaissons par les écrits de saint Augustin, qui nous dit de lui que « c'est le plus illustre témoin de la tradition touchant le péché originel et que cet homme de Dieu est un prélat d'autorité dans la maison du Seigneur », et de Saint Jérôme, qui reconnaît l'élévation de son style un peu enflé selon le génie des gaulois. Il parle de son Commentaire du Cantique des Cantiques avec moins d'enthousiasme.
Il fait partie des treize évêques de la Gaule participant au concile d'Arles, dont les débats tournent autour du donatisme. C'est à cette époque qu'il fait paraître son ouvrage d'une profonde doctrine sur les mystères et contre l'hérésie des donatistes.
C'est la réputation de cet évêque qui attira saint Cassien, son illustre successeur, à Autun. Rhétice d'Autun aurait fait un voyage en Palestine et rapporté de l'eau du Jourdain conservée dans des fioles. Beaucoup plus tard, un de ses successeurs, Simplice d'Autun, offrit l'une de ces fioles à son concélébrant d'Auxerre, saint Amateur d'Auxerre, retenu à Autun pour la dédicace d'un oratoire élevé anciennement sur le tombeau de saint Symphorien.
Il meurt le 15 mai 334 et son corps est inhumé auprès de son épouse, près de la tombe de saint Symphorien, aux abords de l'église Saint-Étienne-et-Saint-Pierre d'Autun. Laissant son Domus ecclesiae à saint Cassien.
L'œuvre de Rhétice d'Autun, malgré le jugement sévère que porta sur elle saint Jérôme, continua à être recopiée puisqu'au Moyen Âge, Bérenger cite le commentaire de Rhétice aux côtés des écrits d'Origène, d'Ambroise et de Bède.
L'Histoire littéraire de la France lui consacre un chapitre.

## Publications
- Ouvrage contre les partisans des idées de Novatien, vers 314-315 (disparu)
- Commentaires du Cantique des Cantiques (disparu)
- Lettres (perdues)

## Conciles
- 313 : concile de Rome, avec Materne de Cologne et Marin d'Arles, condamne et excommunie Donatus et dans lequel Cécilien de Carthage est déclaré innocent ;
- 314 : concile d'Arles. Il y participe en compagnie de douze autres évêques de la Gaule, dont Materne de Cologne et Marinus d'Arles, sur le même sujet que le concile de Rome l'année précédente.

## Hommage
- Un auditorium porte son nom à l'évêché d'Autun.